# El Gringo (fumetto)
El Gringo è un personaggio immaginario protagonista di una omonima pubblicazione periodica a fumetti italiana di genere western ideata negli anni sessanta da Max Bunker e dal disegnatore Paolo Piffarerio, edita dall'Editoriale Corno con periodicità mensile dal 1965 al 1968.

## Storia editoriale
La serie venne edita da ottobre 1965 a marzo 1968 per 35 numeri in formato tascabile in bianco e nero con copertine realizzate da Luigi Corteggi. Tutte le storie sono scritte da Max Bunker e disegnate da Paolo Piffarerio, Enzo Carretta, Umberto Sammarini e Antonio Maria Consiglio. Fra il 1977 ed il 1978 sono stati ristampati i primi 18 numeri con nuove copertine di Paolo Piffarerio.

### Elenco albi
Di seguito sono riportati i numeri, i titoli e le date di uscita di tutti gli albi della serie:
1. Un pugno di odio - ottobre 1965
2. Uno sceriffo tra i dannati - novembre 1965
3. La morte bussa 3 volte - dicembre 1965
4. L'incubo della vendetta - gennaio 1966
5. Un'esca per due tombe - febbraio 1966
6. Il sinistro raggio della luna - marzo 1966
7. Il ritorno del boia - aprile 1966
8. Notte senza stelle - maggio 1966
9. Ballata mortale - giugno 1966
10. Bagliori di sangue - luglio 1966
11. La morte è di casa - agosto 1966
12. Vengo per morire - settembre 1966
13. O tutto o niente - ottobre 1966
14. Uno scherzo infernale - novembre 1966
15. Oggi si spara - dicembre 1966
16. Show boat - gennaio 1967
17. Le carte non uccidono - febbraio 1967
18. Non si paga solo al sabato - marzo 1967
19. La croce di fuoco - aprile 1967
20. La razza maledetta - maggio 1967
21. Il Camaleonte - giugno 1967
22. Il pugnale con la sigla T - luglio 1967
23. Quando si muore - agosto 1967
24. Il gioco del Camaleonte - settembre 1967
25. I bari dello spettacolo - ottobre 1967
26. Il santone dei maya - novembre 1967
27. Il grande colpo del Camaleonte - dicembre 1967
28. Wanted: vivo o morto - gennaio 1968
29. L'orda scarlatta - febbraio 1968
30. Lord Devil - marzo 1968
31. La morte in vacanza - aprile 1968
32. Peter Foquet, l'inafferrabile - maggio 1968
33. Il destino di Yuma - giugno 1968
34. Il nome del gringo - luglio 1968
35. Sfida al Gran Canyon - agosto 1968